# Begonia caespitosa
Espèce
Synonymes
- Diploclinium caespitosum (Jack) Miq.[1]

Begonia caespitosa est une espèce de plantes de la famille des Begoniaceae.
L'espèce fait partie de la section Jackia.
Elle a été décrite en 1822 par William Jack (1795-1822).
En 2018, l'espèce a été assignée à une nouvelle section Jackia, au lieu de la section Diploclinium.

## Répartition géographique
Cette espèce est originaire du pays suivant : Indonésie.